# Трезвость

Плакат французских трезвенников начала XX века

Трезвость — непрерывное воздержание от приёма алкоголя и других психоактивных веществ.
В переносном значении трезвость означает здравую рассудительность, свободу от самообмана, иллюзий («трезвость суждений», «трезвость ума»).
Похожий термин используется в специализированных организациях наподобие Анонимных алкоголиков (АА), где, однако, под ним понимается много дополнительных специфических условий, таких как «достижение и поддержание человеком общего контроля и равновесия в жизни». В отличие от других организаций, АА ставит своей целью обретение трезвого образа жизни лишь для тех членов общества, которые страдают болезненной зависимостью от алкоголя и признали своё бессилие перед алкоголем.

## Борьба за трезвость в дореволюционной России

### Первое трезвенное движение в 1858—1859 годах
В домосковской Руси пьянства как такового не было, так как русские употребляли слабоалкогольные напитки: брагу, мёд, пиво, квас (крепостью от 1 до 6 градусов), причём редко, лишь во время больших праздников. Опьянение от слабоградусных напитков несильно и действует непродолжительное время. Привозное (из Византии) вино было очень дорогим, поэтому малодоступным.
Положение резко изменилось после введения Иваном Грозным вместо привычных корчем (где можно было поесть и выпить) кабаков, которые были только питейными заведениями. Каждый кабак облагался государственной пошлиной и, по сути, являлся казенным заведением.
Первое трезвенное движение — массовый протест в 1858—1859 годах податного населения России против откупной системы в связи с повышением косвенного налога на водку. Главными участниками движения были государственные крестьяне, к которым позже присоединились представители других сословий. К лету 1859 года движение распространились на 32 губернии России, крестьяне принимали решения не употреблять вина. В мае 1859 года начались волнения и массовые разгромы питейных заведений. Трезвенное движение было усмирено войсками. После суда 780 наиболее активных его участников были преданы военному суду, наказаны шпицрутенами и сосланы в Сибирь.

## Борьба за трезвость в СССР

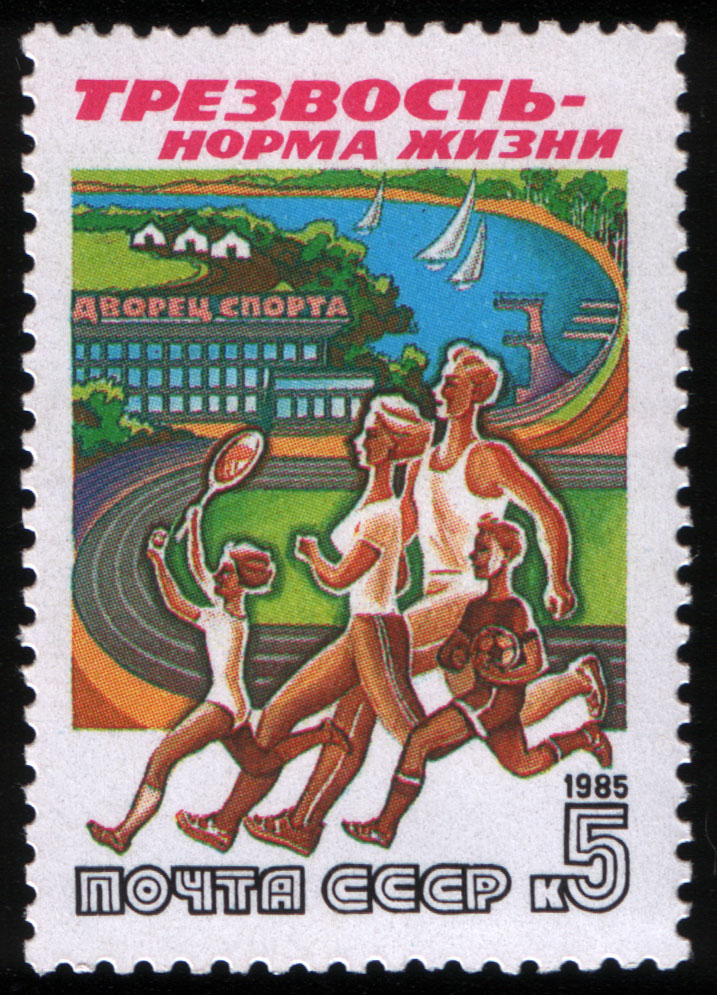
Почтовая марка СССР 1985 года «Трезвость — норма жизни»

Общественные и государственные кампании по борьбе за трезвость неоднократно возникали в России. Первая антиалкогольная кампания в СССР была развёрнута на государственном уровне в 1958 году с постановления ЦК КПСС и Советского правительства «Об усилении борьбы с пьянством и о наведении порядка в торговле крепкими спиртными напитками». Следующая антиалкогольная кампания началась в 1972 году с постановления Совета Министров СССР «О мерах по усилению борьбы против пьянства и алкоголизма».
Наибольшую известность получила антиалкогольная кампания М. С. Горбачёва. 7 мая 1985 года были приняты постановления ЦК КПСС «О мерах по преодолению пьянства и алкоголизма» и Совета Министров СССР «О мерах по преодолению пьянства и алкоголизма, искоренению самогоноварения», которыми предписывалось всем партийным, административным и правоохранительным органам решительно и повсеместно усилить борьбу с пьянством и алкоголизмом. В результате кампании официально зарегистрированные среднедушевые продажи спиртного в 1985—1987 годах снизились более чем в 2,5 раза, значительно выросла рождаемость и сократилась смертность, ожидаемая продолжительность жизни мужчин увеличилась на 2,6 года и достигла максимального значения за всю историю России, существенно снизился общий уровень преступности. В дальнейшем антиалкогольная кампания сошла на нет, но при этом была создана общественная организация «Союз борьбы за народную трезвость».

## Борьба за трезвость в современной России

Доля населения России, не употребляющая алкогольные изделия, согласно опросам ВЦИОМ

В 2010 году в России была принята Антиалкогольная концепция России, предусматривающая снижение уровня потребления алкоголя на 55 % до 2020 года. В сентябре 2011 года Министерство здравоохранения и социального развития РФ запустило интернет-проект «Независимость», призванный информировать россиян о последствиях употребления алкоголя, помочь им определить и преодолеть алкогольную и наркотическую зависимость.
Как показывают опросы ВЦИОМ, за последние 15 лет доля населения, придерживающаяся трезвого образа жизни, выросла с 23 % в 1996 году до 30 % в 2011 году, среди молодых людей в возрасте 18—24 лет эти цифры составляют, соответственно, 15 % и 27 %.
Журналист канадской телерадиокомпании CBC Крис Браун в январе 2019 года в беседе с экспертами поделился своим мнением о результатах мер, предпринятых правительством РФ в рамках программы борьбы за трезвость: Россия опустилась с 4-й на 14-ю строчку в мировом рейтинге потребления алкоголя за последние 12 лет и оказалась на уровне Франции или Германии. Кроме того, граждане РФ в среднем теперь выпивают около 10 литров алкоголя в год вместо 15 (для сравнения в Канаде — 8), из них крепких напитков типа водки в общей структуре потребления стало меньше на 31 %, то есть на треть.

## Отношение к трезвости в религиях

### В христианстве
Трезвость в православии — это «христианская умеренность в употреблении пищи и пития, равно как особенная, непрестанная бдительность над собою в охранении души и тела от всяких нечистых и греховных мыслей, пожеланий и дел». «Трезвитесь, бодрствуйте, потому что противник ваш диавол ходит, как рыкающий лев, ища кого поглотить», — предостерегает апостол (1 Петр.5:8).
Практически все христианские деноминации не исповедуют полного отказа от алкоголя в быту, допуская употребление вина в тех или иных количествах, и используя вино в Евхаристии и ряде других таинств. Иной позиции придерживаются адвентисты седьмого дня, считающие, что повеление Божие относительно алкоголя — полное воздержание. Для совершения Вечери Господней адвентисты используют неброжёный виноградный сок.
В православии различают богослужебное употребление вина и употребление вина во время трапезы. Богослужебное употребление вина происходит в таинствах Причащения (Евхаристии), Венчания, Елеосвящения (Соборования), а также во время благословения хлеба, пшеницы, вина и елея во время Всенощного Бдения. Употребление вина во время трапезы в определённые дни года, в определённом количестве разрешается Уставом Церковным (Типиконом).
Правила святых апостолов 51 и 53 решительно возбраняют христианам гнушение вином (отношение к нему, как к чему-то мерзкому), но допускают «удаление от вина» ради подвига воздержания.
Пьянство в Священном Писании осуждается как один из тяжелейших грехов:
«Ни воры, ни лихоимцы, ни пьяницы, ни злоречивые, ни хищники — Царства Божия не наследуют» (1 Кор. 6:10); «Не упивайтеся вином, от которого бывает распутство» (Еф.5:18); «Вино — глумливо, сикера — буйна; и всякий, увлекающийся ими, неразумен» (Притч.20:1); «Смотрите же за собою, чтобы сердца ваши не отягчались объядением и пьянством и заботами житейскими» (Лк.21:34).
Отцы церкви отмечали духовный и телесный вред от пьянства:
Святитель Василий Великий: «Пьянство — вражда на Бога», «Пьянство — это добровольно накликаемый бес, через сластолюбие вторгающийся в душу».
Святитель Иоанн Златоуст: «Диавол ничего так не любит, как роскошь и пьянство, поскольку никто так не исполняет его злой воли, как пьяница», «Главное зло пьянства в том, что оно делает для пьяницы недоступным небо и не позволяет достичь вечных благ, так что вместе с позором на земле страждущих этим недугом и на небе ожидает тягчайшее наказание».
Преподобный Ефрем Сирин: «Во всякое время бойся вина, юный; потому что вино никогда не щадит тела, возжигает в нём огонь худого пожелания».
Святитель Феофан Затворник писал: "…"Не упивайтесь вином" (Еф.5,18), но как положить меру, с которой начинается упивание? Христианам скорее идёт — совсем не пей, — разве только в крайностях, в видах врачевания. Конечно, не вино укоризненно, а пьянство; но огонь в кровь влагается и малым количеством вина, и прибывшее от того развеселение плотское развевает мысли и расшатывает нравственную крепость".
Известный богослов начала XX века, священномученик митр. Владимир (Богоявленский) призывал к совершенному отречению от употребления спиртных напитков.
Существуют православные организации, ставящие достижение трезвости в обществе одной из своих целей, например, «Трезвение», председатель Иоанно-Предтеченского братства «Трезвение» ― священник Игорь Бачинин.

### В исламе
Ислам запрещает употребление любых опьяняющих веществ в любом количестве. С точки зрения ислама алкоголь, так же, как и любые другие опьяняющие вещества, включая наркотики, — это харам — абсолютно запрещено.
Всякое одурманивающее средство называется по-арабски хамр и полностью запрещено мусульманам. В том числе Мухаммед «не одобрял использования алкоголя в лечебных целях, сколь бы ни был он насущен и необходим». В Коране неоднократно встречаются аяты, указывающие на вред и недозволенность опьяняющих веществ.

Они спрашивают тебя об опьяняющих напитках и азартных играх. Скажи: «В них обоих — великий грех, и хотя есть и польза для людей, но греха в них больше, чем пользы»…
— Коран, 2:219

О те, которые уверовали! Воистину, опьяняющие напитки, азартные игры, каменные жертвенники (или идолы) и гадальные стрелы являются скверной из деяний дьявола. Сторонитесь же её, — быть может, вы преуспеете. Воистину, дьявол при помощи опьяняющих напитков и азартных игр хочет посеять между вами вражду и ненависть и отвратить вас от поминания Аллаха и молитвы. Неужели вы не прекратите? Повинуйтесь Аллаху, повинуйтесь Посланнику и остерегайтесь!..
— Коран, 5:90-92
Встречаются различные мнения касательно толкования этих аятов, вплоть до того, что они не содержат прямого запрета на употребление этих веществ и совершение этих действий.
Тем не менее, существует большое количество хадисов Мухаммада, явно запрещающие мусульманам употребление спиртного и наркотических веществ.

Поистине, Аллах проклял вино и того, кто его выжимает и того, кому выжимают и того, кто его несёт и того, кому его несут и того, кто его продаёт и того, кто его покупает и того, кто ест заработанное на этом и того, кто его пьёт и того, кто им поит!
— Абу Дауд; ат-Табарани; аль-Хаким; аль-Байхакъи

Для того, кто пил вино в этом мире и не покаялся в этом, в мире вечном оно будет запретным.
— Аль-Бухари, 1840 (5575)

Когда прелюбодей прелюбодействует, верующим он не является, и когда кто-нибудь пьёт вино, верующим он не является, и когда вор совершает кражу, верующим он не является.
— Аль-Бухари, 1841 (5578)
При этом, несмотря на то, что речь в основном ведётся о вине (ввиду того, что в то время это было единственным из широко известных опьяняющих веществ), существует хадис, который указывает на запрёт употребления всех веществ, приводящих организм к интоксикации (опьянению).

Та вещь, которая опьяняет в большом количестве, запрещена и в малом количестве!
— Абу Дауд, 3681; ат-Тирмизи, 1865; Ибн Маджах, 3393
Этот хадис также указывает на запрёт так называемого «умеренного» потребления, запрещая данные вещества в любых количествах.

### В буддизме
В буддизме существуют пять обетов, которым следуют буддисты-миряне, в число которых входит воздержание от употребления опьяняющих веществ в виде алкоголя и наркотиков. В раннем буддизме существовали разные интерпретации этого обета. С точки зрения сторонников Винаи, Будда Шакьямуни запрещал употребление опьяняющих веществ полностью и без любых исключений, потому что в состоянии опьянения возникают сильные аффекты, человек начинает пренебрегать учением и может с лёгкостью совершить дурной поступок. С точки зрения сторонников Абхидхармы, употребление опьяняющих веществ ограниченно допускалось до того момента, пока человек способен контролировать себя, и при этом он «не пьёт ради утраты трезвости, а лечится».

### В философских школах индуизма
Алкоголь присутствует в жизни индусов, хотя обычной является и практика воздержания от него. В Ригведе упоминается сома, особый опьяняющий напиток (растение, из которого его приготавливали, больше не существует). Алкоголь и его производство считаются оскверняющими, но запрет на употребление алкоголя в некоторых индийских штатах имеет социальную подоплёку и не связан с религиозными соображениями.

### В иудаизме
Запрета на употребление спиртных напитков нет, наоборот, праздники обычно сопровождаются ритуалами с вином (Кидуш), особенно Седер Песах и Пурим. Впрочем, вместо вина можно использовать виноградный сок, а на Пурим достаточно выпить «больше обычного». Талмуд одобряет умеренное употребление вина для развития ума, утешения скорбящих и др., но осуждает чрезмерное увлечение хмелем. То же в библейской Книге Притчей Соломоновых. Библейские примеры злоупотребления алкоголем: Ной, Лот и др.

## Сообщества трезвости в других странах
- США — Первая организация трезвости появилась в 1808 г. в штате Нью-Йорк, в 1826 г. — в Бостоне было основано Массачусетское общество для прекращения нетрезвости. Скандально известным борцом за трезвость в США была Кэрри Нейшн.
- Швеция — Первое общество трезвости возникло в 1819 году, состоящее из гимназистов и учителей, а к 1848 году в стране действовало уже 358 трезвеннических организаций, в которых состояло 95 тысяч человек.
- Англия — Общества трезвости распространились с 1829 года. Ирландский преподобный Теоболд Метью, в период с 1838 по 1856, убедил более трех миллионов человек дать обет воздержания от употребления алкоголя.
- Финляндия — в 1883 году было создано общество «Друзья трезвости», в 1887 году общество трезвости студентов, в 1893 г. начали появляться самостоятельные детские трезвенные организации — «Союз надежды». Дети находились в них до 15 лет, после чего они могли вступить в общество трезвости взрослых. Вскоре организации объединились и образовали «Союз трезвости учащейся молодежи Финляндии».

## В литературе
Среди наиболее известных художественных произведений о трезвости и её антогонисте — алкоголизме и его жертвах можно назвать:
- повесть Джека Лондона «Джон Ячменное Зерно».